# Apsilochorema dakchinam
Apsilochorema dakchinam is een schietmot uit de
familie Hydrobiosidae. De soort komt voor in het Oriëntaals gebied.